# Léonce Dubosc de Pesquidoux
Léonce Dubosc de Pesquidoux, né au château de Pesquidoux au Houga dans le Gers le 27 décembre 1829 et mort dans le même lieu le 29 janvier 1900, est un écrivain français, auteur d'ouvrages d'art, d'histoire, de religion et de politique. Il a collaboré à diverses revues (Revue du monde catholique et Le contemporain notamment).

## Biographie
Né au château de Pesquidoux, qui dépend alors de Houga et a été rattaché depuis à Perchède, Léonce est le fils de Jean-Baptiste Dubosc de Pesquidoux, qui avait fait des études de droit à Paris, propriétaire terrien et royaliste. Léonce fait ses études à Aire, étudie le droit à Toulouse, exerce quelque temps comme avocat à Mont-de-Marsan puis, après avoir, par son éloquence, fait acquitter un parricide, il quitte le barreau et s’établit à Paris.  
Dans l’appartement de la rue de Seine qu’il loue avec son ami Henri Lasserre de Monzie, se rencontrent des  personnalités parisiennes, journalistes comme Louis Veuillot, hommes politiques comme Charles de Freycinet, futur président du Conseil, écrivains (Jules Barbey d'Aurevilly) et musiciens (Franz Liszt).
Alphonse Daudet écrit dans ses Souvenirs d'un homme de lettres : « Au Voltaire il y a Larmina qui est fort… bigre! qu’il est fort le Larmina du Voltaire !... – Je ne dis pas, mais au Procope, Pesquidoux est encore plus fort que lui. Et l’on allait par bande, en pèlerinage, au Voltaire entendre Larmina, puis au Procope entendre Pesquidoux avec la foi naïve, ardente des vingt ans de cette époque-là ». 
Il se consacre à partir de 1855 à l'écriture d'articles de philosophie, de littérature, de critique artistique dans le journal L’Union où il est introduit par le journaliste Pierre-Sébastien Laurentie, originaire comme lui du Houga. Il écrit également dans des revues : Le Contemporain, le Croisé fondé en 1851 qui devient en 1861 la Revue du monde catholique. Ses ouvrages Voyage artistique en France, L’art dans les deux mondes, L’école anglaise sont  réédités à la demande, en Angleterre et aux États-Unis pour les écoles enseignant l’histoire de l’art. 
Le 5 août 1866, il épouse Olga de Beuverand de la Loyère (1845–1918), d’une ancienne famille bourguignonne. Olga est elle-même auteur, sous le pseudonyme de Comtesse Olga, de romans (En Tout Pays, Justice en 1898, Omnium en 1903), de nouvelles (Le Sou percé en 1906) et d’un livre de courtes maximes parfois caustiques Miel et Dard publié en 1893. De ce mariage naissent quatre enfants, dont en 1869 Joseph de Pesquidoux, né au château de Savigny-lès-Beaune (Côte-d'Or), demeure de ses ancêtres maternels, qui sera écrivain et membre de l'Académie française.
Le couple revient dans le Gers et s'installe au château de Pesquidoux. Tout en s'occupant de ses propriétés, Léonce Dubosc de Pesquidoux ne renonce pas à la vie littéraire et publie de nombreux livres d’histoire, de politique et de religion. Très introduit dans les milieux royalistes, il rencontre à Amsterdam Henri d'Artois dit comte de Chambord, et il se fait connaître comme un ardent propagateur des idées légitimistes. À plusieurs reprises il rend visite au comte de Chambord, et publie en 1887 Le Comte de Chambord d’après lui-même. Ses ouvrages religieux, L’Immaculée Conception, histoire d’un dogme et L’Immaculée Conception, la Renaissance catholique en 1898-1900, sont remarqués dans le monde catholique. 
À la demande de Gaspard Mermillod, évêque de Lausanne, appuyé par Pierre-Henri Gérault de Langalerie, archevêque d’Auch, et François Victor Rivet, évêque de Dijon, le pape Pie IX, par bref pontifical du 23 mai 1876, le crée comte romain héréditaire. 
Léonce meurt au château de Pesquidoux, le 29 janvier 1900.

## Décorations
- Chevalier de l'ordre d'Isabelle la Catholique, Espagne, décembre 1874.
- Commandeur de l'Ordre du prince Danilo Ier, Monténégro, mars 1882.
- Commandeur de l'Ordre de Saint-Grégoire-le-Grand, Rome, août 1882.
- : Commandeur de l'ordre du Christ (Portugal) - octobre 1882.
- Chevalier de l’Ordre du Sauveur, Grèce, mai 1883.

## Œuvres
- Voyage artistique en France. Études sur les musées d'Angers, de Nantes, de Bordeaux, de Rouen, de Dijon, de Lyon, de Montpellier, de Toulouse, de Lille, etc., Paris, Michel Lévy frères, 1857, 356 p. En ligne sur le site de l'Institut national d'histoire de l'art.
- L'École anglaise, 1672-1851. Études biographiques et critiques. Thornhill. Hogarth. Reynolds. Wilson. Gainsborough. Lawrence. Wilkie. Turner. Constable, Paris, Michel Lévy frères, 1858, 259 p. En ligne sur Gallica.
- Flavien, étude, Paris, C. Douniol, 1860, 165 p., roman à caractère autobiographique[6].
- Le Christ Roi temporel, Paris, Victor Palmé, 1862, 46 p.
- la Comédie philosophique, Paris, Victor Palmé, 1862, 39 p. (critique de la libre pensée)[6].
- L’Art dans les deux mondes. Peinture et sculpture (1878), Paris, Plon, 1881, 2 vol. En ligne sur Gallica.
- La République et l’avenir, Paris, Victor Palmé, 1886, 210 p.
- Le Comte de Chambord d'après lui-même. Étude politique et historique, Paris, Victor Palmé, 1887, 567 p. Lire en ligne.
- La réaction religieuse et le Jubilé pontifical de Léon XIII, Paris, Société générale de librairie catholique, 1888, 35 p.
- Vierges et repenties, Paris, Victor Palmé, 1888, 121 p.[8].
- L’Immaculée Conception, histoire d’un dogme, Tours, Mame, 1898, 2 vol.
- L’immaculée Conception et la Renaissance Catholique. Tome I : La Renaissance catholique en France ; tome II : Dans les pays catholiques hors de France, Tours, Mame, 1898-1900, 2 volumes.
- Congrès marial à Lyon, 5-8 septembre 1900, origines et préambules, Tours, Mame, 1900, 132 p.